# 시나 윌라야트

시나 윌라야트는 ISIS의 이집트 지부다.

## 여객기 격추
2015년 10월 31일, 러시아 코갈림아비아 항공 소속 에어버스 A321이 이집트 시나이반도 남부 휴양지 샤름엘셰이크를 출발해 상트페테르부르크로 향하던 도중 시나이반도 중북부 엘하사나 상공에서 추락했다. 여객기는 이륙한 지 23분 만에 해발 9,000m 상공에서 통신이 두절되었다. 시나 윌라야트는 자신들이 격추했다고 주장했지만, 러시아 정부는 부인했다.

## 같이 보기
- 시나이 반란